# Endecágono
En geometría, un endecágono o undecágono es un polígono de 11 lados y 11 vértices. El nombre endecágono procede de las palabras griegas "hendeka" (once) y "gono" (esquina), aunque a menudo también se utiliza el término híbrido undecágono, cuya primera parte está formada a partir de la palabra latín "undecim" (once).

## Definición
Un endecágono tiene 44 diagonales, resultado que se puede obtener aplicando la ecuación general para determinar el número de diagonales de un polígono, {\displaystyle D=n(n-3)/2}; siendo el número de lados {\displaystyle n=11}, se tiene:
{\displaystyle D={\frac {11(11-3)}{2}}=44}
La suma de todos los ángulos internos de cualquier endecágono es 1620 grados o {\displaystyle 9\pi } radianes.

## Endecágono regular

Endecágono regular (convexo) y sus ángulos destacados

Un endecágono regular es el que tiene todos sus lados de la misma longitud y todos sus ángulos internos iguales. Cada ángulo interno del endecágono regular mide 147,27º periodo o exactamente {\displaystyle 9\pi /11} rad. Cada ángulo externo del endecágono regular mide aproximadamente 32,73º o exactamente {\displaystyle 2\pi /11} rad.
Como 11 no es un Número de Fermat, el endecágono normal no es constructible con regla y compás. Dado que 11 tampoco es un número primo de Pierpont, la construcción de un endecágono regular sigue siendo imposible salvo que se utilice algún procedimiento de trisección.
Se pueden construir aproximaciones cercanas al endecágono regular. Por ejemplo, los antiguos matemáticos griegos aproximaron la longitud del lado de un endecágono inscrito en una circunferencia goniométrica (de radio = 1) en 14/25 unidades de largo.
El endecágono se puede construir exactamente a través de un método neusis y también a través de un origami doble.

### Perímetro
Para obtener el perímetro P de un endecágono regular, multiplíquese la longitud t de uno de sus lados por once (el número de lados n del polígono).
{\displaystyle P=n\cdot t=11\ t}

### Área
El área A de un endecágono regular puede calcularse a partir de la longitud t de uno de sus lados de la siguiente forma:
{\displaystyle A={\frac {11(t^{2})}{4\ tan({\frac {\pi }{11}})}}\simeq 9.3656\ t^{2}}
donde {\displaystyle \pi } es la constante pi y {\displaystyle tan} es la función tangente calculada en radianes. 
Si se conoce la longitud de la apotema a y el lado t del polígono, otra alternativa para calcular el área es:
{\displaystyle A={\frac {P\cdot a}{2}}={\frac {11\cdot t\ a}{2}}}
O bien, únicamente en función de la apotema a:
{\displaystyle A=11\cdot a^{2}\cdot {\frac {\sin(\pi /11)}{\sin(9\pi /22)}}=11\cdot a^{2}\cdot \tan(\pi /11)}

## Construcción aproximada
La siguiente descripción de la construcción fue dada por T. Drummond en 1800:
"Dibujar el radio A B, bisecarlo en C -con una apertura del compás igual a la mitad del radio, sobre A y C como centros para describir los arcos CD I y A D- con la distancia I D sobre I describen el arco D O y trazar la línea C O, que será la extensión de un lado de un endecágono suficientemente exacto para usos prácticos".
En un círculo unitario:
- Longitud lateral del endecágono construido {\displaystyle b=0.563692\ldots }
- Longitud lateral del endecágono teórico {\displaystyle a=2\sin({\frac {\pi }{11}})=0.563465\ldots }
- Error absoluto {\displaystyle \delta =b-a=2.27\ldots \cdot 10^{-4}}: si AB es de 10 m, entonces este error es de aproximadamente de 2,3 mm.

## Simetría

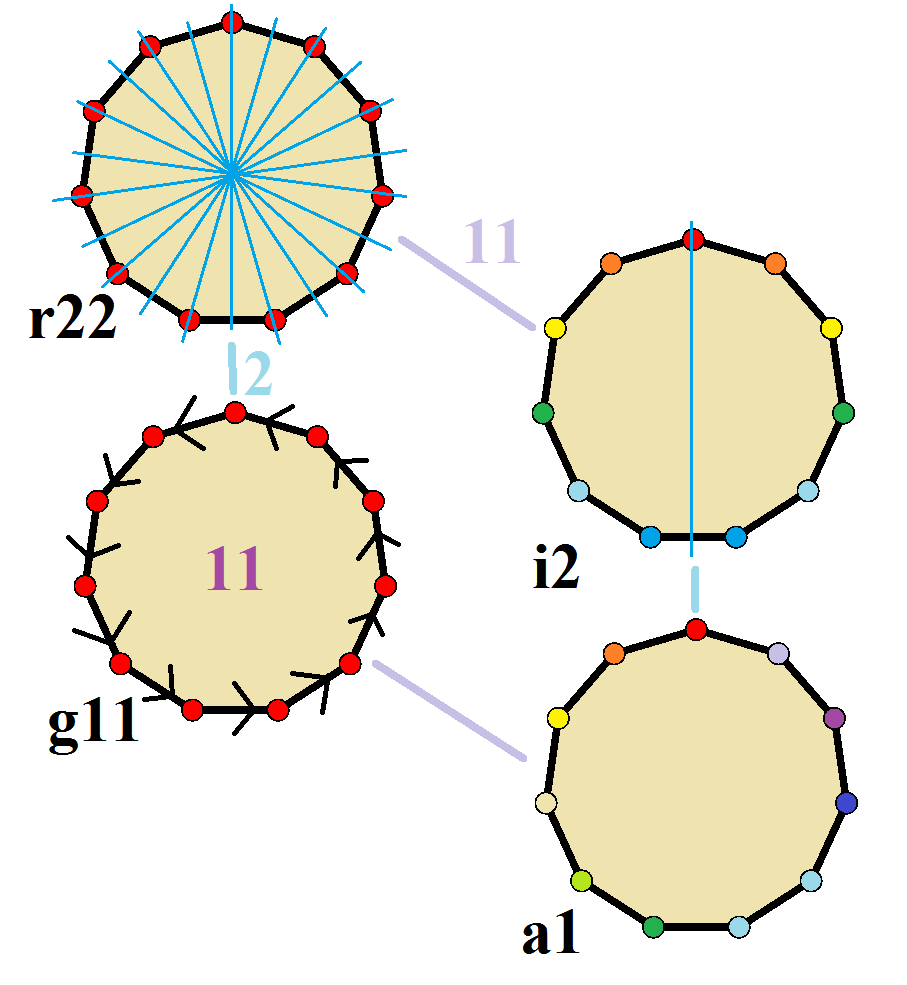
Simetrías de un endecágono regular. Los vértices están coloreados según sus posiciones de simetría. Los ejes de simetría azules se dibujan a través de vértices y lados. Los órdenes de las simetrías de giro se anotan en el centro

El endecágono regular posee simetría diedral Dih11 de orden 22. Dado que 11 es un número primo, existe un único subgrupo con simetría diedral: Dih1, y 2 simetrías cíclicas: Z11 y Z1. Estas 4 simetrías se pueden ver en 4 simetrías distintas en el endecágono.
John Conway clasificó estas simetrías usando una letra y el orden de la simetría a continuación. Asignó la letra r al grupo de simetría de la figura regular; y en el caso de los subgrupos utilizó la letra d (de diagonal) para las figuras con ejes de simetría solo a través de sus vértices; p para figuras con ejes de simetría solo a través de ejes perpendiculares a sus lados; i para figuras con ejes de simetría tanto a través de vértices como a través de centros de lados; y g para aquellas figuras solo con simetría rotacional. Con a1 se etiquetan aquellas figuras con ausencia de simetría. Los tipos de simetrías más bajos permiten disponer de uno o más grados de libertad para definir distintas figuras irregulares. Solo el subgrupo g11 no tiene grados de libertad, pero puede verse como un grafo dirigido. (Véase un ejemplo en la Teoría de grupos de John Conway)

## Uso en acuñación
La moneda de dólar canadiense denominada loonie, es similar, pero no exactamente, a un prisma endecagonal regular, al igual que la moneda india de dos rupias y varias otras monedas menos utilizadas de otras naciones. La sección transversal de un loonie es en realidad un polígono de Reuleaux. El dólar de Susan B. Anthony de los Estados Unidos tiene un contorno endecagonal en el interior de sus bordes.

## Formas estrelladas

Los cuatro endecágonos reguláres estrellados
{11/8}
{11/4}
{11/4}
{11/5}